# Broadwater Down
Broadwater Down är en stadsdel i Royal Tunbridge Wells, i distriktet Tunbridge Wells, i grevskapet Kent, i England. Broadwater Down var en civil parish 1894–1934 när blev den en del av Tunbridge Wells. Civil parish hade 1 919 invånare år 1931.